# Sabina Jacobsen
Sabina Detloff Rosengren Jacobsen (* 24. März 1989 in Lund) ist eine schwedische Handballspielerin, die dem Kader der schwedischen Nationalmannschaft angehörte.

## Karriere
Jacobsen begann das Handballspielen im Alter von neun Jahren. Ihr erstes Spiel für die erste Frauenmannschaft von LUGI HF bestritt sie am 2. Oktober 2005 gegen Norrköping KvIK. Mit LUGI HF nahm sie in den folgenden Jahren am Europapokal der Pokalsieger und am EHF-Pokal teil. In den Spielzeiten 2006/07, 2007/08 und 2008/09 gewann sie die Torschützenkrone der Elitserien. 2012 wechselte die 1,81 Meter große Rückraumspielerin zum dänischen Verein Randers HK, den sie nach einer Spielzeit verließ und sich dem Ligakonkurrenten FC Midtjylland Håndbold anschloss. Mit FCM gewann sie 2015 die dänische Meisterschaft, 2014 und 2015 den dänischen Pokal sowie 2015 den Europapokal der Pokalsieger. Ab der Saison 2017/18 lief sie für den rumänischen Verein CSM Bukarest auf. Mit CSM Bukarest gewann sie 2018 die rumänische Meisterschaft sowie 2018 und 2019 den rumänischen Pokal. 2019 schloss sie sich dem russischen Erstligisten PGK ZSKA Moskau an. Mit ZSKA gewann sie 2021 die russische Meisterschaft. Ab dem Sommer 2021 stand sie beim rumänischen Erstligisten HC Dunărea Brăila unter Vertrag. Jacobsen stand ab dem Sommer 2022 beim spanischen Erstligisten Rocasa Gran Canaria unter Vertrag. Im Dezember desselben Jahres kehrte sie zu LUGI HF zurück. Nach der Saison 2022/23 beendete sie ihre Karriere.
Jacobsen entschloss sich im Sommer 2024 ihre Karriere fortzusetzen und kehrte in den Kader von LUGI HF zurück.
Jacobsen gehörte ab dem Jahr 2007 dem Kader der schwedischen Nationalmannschaft an, für die sie 136 Länderspiele bestritt, in denen sie 134 Tore erzielte. Mit Schweden nahm sie an den Weltmeisterschaften 2009 und 2011 teil, sowie an den Europameisterschaften 2010, 2012 und 2014. Dabei gewann sie 2010 die Silber- und 2014 die Bronzemedaille und wurde beim Turnier 2014 ins All-Star-Team gewählt. Weiterhin nahm sie an den Olympischen Spielen 2016 in Rio de Janeiro, an der Europameisterschaft 2016, an der Weltmeisterschaft 2017 sowie an der Europameisterschaft 2018 teil. Im Februar 2021 beendete sie ihre Länderspielkarriere.